# Дзулкефлі Ахмад
Дзулкефлі бін Ахмад (малай. Dzulkefly bin Ahmad, джаві: ذوالكفل بن أحمد) , нар. 1 січня 1958) — малайзійський лікар і політик, який удруге обіймає посаду міністра охорони здоров'я в Уряді Єдності під керівництвом прем'єр-міністра Анвара Ібрагіма з грудня 2023 року, та депутат парламенту від округу Куала-Селангор з березня 2008 року по травень 2013 року, і знову з травня 2018 року. Він обіймав посаду міністра охорони здоровя в уряді коаліції Пакатан Харапан під керівництвом колишнього прем'єр-міністра Мохамада Махатхіра з травня 2018 року до відставки уряду та розвалу коаліції «Пакатан Харапан» у лютому 2020 року. Дзулкефлі є членом Партії національної довіри, складової частини коаліції «Пакатан Харапан», і був членом Малайзійської ісламської партії, в минулому складової частини опозиційних коаліцій «Пакатан Рак'ят» і «Барісан Альтернатіф». З грудня 2023 року він також обіймає посаду віце-президента Партії національної довіри.
Дзулкефлі вперше був членом парламенту від Куала-Селангора з березня 2008 року по травень 2013 року як член Малайзійської ісламської партії протягом одного терміну. Він був одним із відомих поміркованих і прогресивних членів «Руху нової надії», яких також називали фракцією «Ердоган» (на честь турецького лідера Реджепа Тайїпа Ердогана) в ісламській партії, яку було виключено з партії на перевиборах її керівництва в 2015 році. Після цього Дзулкефлі разом з іншими виключеними з партії політиками на чолі з Мохамадом Сабу ініціював виокремлення «Руху нової надії» в окрему організацію, яка зрештою заснувала у 2015 році Партію національної довіри.

## Освіта
Дзулкефлі Ахмад отримав ступінь бакалавра в Бірмінгемському університеті та ступінь магістра в Суррейському університеті. Пізніше він отримав ступінь доктора токсикології в Імперському коледжі Лондона (медичній школі лікарні Святої Марії) у 1993 році.

## Кар'єра викладача і підприємця
Дзулкефлі Ахмад був викладачем на факультеті медичних наук Університету науки Малайзії у Пінангу в 1984—1989 роках, та в університетській лікарні Університету науки Малайзії в Келантані в 1993—1997 роках. Він також у 1987—1997 роках був викладачем ісламської цивілізації в Університеті науки Малайзії. Дзулкефлі є колишнім членом Британського токсикологічного товариства і в минулому Азійсько-Тихоокеанської асоціації медичної токсикології.
Дзулкефлі Ахмад також є засновником і головою керівної ради Коледжу Джайпутра в Келантані, першого навчального закладу, повністю акредитованого міністерством освіти, який проводить інтегрований курс професійного навчання та релігії. Він також був консультантом компанії з управління активами в Куала-Лумпурі (у 1999—2001 роках), колишнім директором (у 2003—2004 роках) публічної компанії «PLC-Main Board», був старшим радником саудівської компанії з нерухомості в Куала-Лумпурі (у 2005—2007 роках), та директором міжнародної освітньої компанії, що базується в Омані (з 2017 року).

## Діяльність як полічного оглядача та політолога
Дзулкефлі був лідером студентського руху у Великій Британії у 1970–80-тих роках, руху «Джамаат Іслах Малайзія» у 1997—1998 роках, директором дослідницького центру «Pusat» Малайзійської ісламської партії у 1998—2009 роках, Центрального робочого комітету Малайзійської ісламської партії з 2004 року, організацій «Lujnah Central Politics» (у 2004—2015 роках) та «Guides for the Clean and Fair Elections» (з 2006 року). Він також писав і коментував актуальні проблеми в друкованих та електронних засобах масової інформації, та публікував статті на національному та міжнародному рівнях (про економічний розвиток, расові відносини та зіткнення між західною та іншими цивілізаціями, політичний іслам тощо). За його участі було видано кілька книг англійською та малайською мовами, зокрема «Blindspot» (2003 рік), «Striving For Change» (2007 рік), «Pergelutan Demi Perubahan» (2016 рік) і «Najibnomiks: Rahmat atau Malapetaka?» (2017 рік).
Дзулкефлі керував дослідницьким центром Малайзійської ісламської партії, а після виходу з неї — молодіжною організацією Партії національної довіри, а пізніше обійняв посаду стратегічного директора Партії національної довіри. У рамках аналітичного центру ісламської партії він брав участь у створенні книги «Negara Berkebajikan». Дзулкефлі також випускав щорічник «Belanjawaan Alternatif», а коли був членом блоку «Пакатан Рак'ят», то також випускав «Оранжеву книгу» (малай. Buku Jingga). Він також був членом групи формування думок у блоці «Пакатан Харапан», яка створила групу «Alternative Belties» (у 2017—2018 роках), і опублікувала маніфест «Пакатан Харапан», а саме «Буку Харапан». Він також активно пише як колумніст журналу «The Edge» і медіа-порталів, зокрема «Malaysiakini», «The Malaysian Insight», «TMI», «Free Malaysia Today». Його часто запрошують як на батьківщині, так і за кордоном поділитися своїми думками та досвідом щодо «політичного ісламу», порядку денного соціально-економічного розвитку, та міжрелігійних проблем і проблемних питань між цивілізаціями.

## Політична кар'єра

### Депутат парламенту (2008—2013 роки, з 2018 року)
Джулкефлі уперше балотувався до парламенту на загальних виборах 1999 року, змагаючись за місце в парламенті від округу Капара в Селангорі від Малайзійської ісламської партії, але програв вибори. На загальних виборах 2004 року він змагався за місце в парламенті від Рембау в Негері-Сембілан, але знову програв. Дзулкефлі був обраний до парламенту на загальних виборах 2008 року від Куала-Селангора, яке займав депутат від правлячої коаліції Барісан Насіонал.
У січні 2010 року Дзулкефлі публічно підтримав суперечливе рішення Верховного суду Малайзії дозволити католицькому виданню використовувати термін «Аллах».
Дзулкефлі втратив місце в парламенті на загальних виборах 2013 року, набравши на 460 голосів менше, ніж кандидат від «Барісан Насіонал» Ірмохізам Ібрагім. Незважаючи на поразку, він був переобраний до центрального комітету партії. На загальних виборах 2018 року Дзулкефлі знову був обраний до парламенту, але вже як кандидат від Партії національної довіри.

### Міністр охорони здоров'я (2018—2020 роки, з 2023 року)

#### Перший термін
Після того, як блок Пакатан Харапан перебрав владу від блоку Барісан Насіонал, 21 травня 2018 року Дзулкефлі уперше був призначений міністром охорони здоров'я прем'єр-міністром Мохамадом Махатхіромзамість Субраманіама Сатхасівама. Дзулкефлі подав у відставку під час політичної кризи 2020 року, яка призвела до відставки уряду блоку «Пакатан Харапан».

#### Другий термін
Під час перестановки в кабінеті міністрів 12 грудня 2023 року прем'єр-міністр Анвар Ібрагім призначив Джулкефлі на другий термін міністром охорони здоров'я замість Заліхи Мустафи, яка була призначена міністром у департаменті прем'єр-міністра, відповідальним за федеральні території. Анвар пояснив своє повторне призначення тим, що йому потрібен досвід Дзулкефлі, щоб керувати та зміцнювати міністерство, яке стикається з багатьма проблемами. Наступного дня Дзулкефлі вибачився з приводу законопроекту «Generation Endgame» у верхній палаті парламенту. Він також зобов'язався реалізувати програму цифрової трансформації охорони здоров'я. Щодо зростання кількості випадків COVID-19, то він запевнив націю, що запасів вакцини достатньо, і підняв питання про можливість видання нових інструкцій щодо бустерних доз для груп високого ризику, а також відновлення обов'язкового маскового режиму. Дзулкефлі також повідомив, що він зробив електронні медичні записи, оцифровку охорони здоров'я, реформи фінансування охорони здоров'я та модернізацію застарілих установ своїми пріоритетами під час свого другого терміну на посаді міністра. Він також переглянув інструкції щодо того, що робити, якщо в людини підтвердився позитивний результат тесту на COVID-19 вдома, після того, як користувачі соціальних мереж поскаржилися, що гаряча лінія Центру оцінки COVID-19, створена під час пандемії, більше не працює, і звернулися до малазійців з вираженими симптомами хвороби, щоб вони звернулися за допомогою до найближчої державної медичної клініки чи лікарні. 18 грудня 2023 року Дзулкефлі провів першу прес-конференцію після початку свого другого терміну, присвячену епідемії COVID-19, на якій він відхилив повторне введення наказу про контроль пересування, і окреслив 5 стратегій поведінки у випадку початку хвороби. Однак його поведінка на прес-конференції викликала критику, тому Джулкефлі попросив генерального директора служби охорони здоров'я відповісти на деякі запитання журналістів. Критики навіть закликали повернути Хайрі Джамалуддіна на посаду міністра охорони здоров'я. Його колега з кабінету міністрів, міністр туризму, мистецтва та культури Тіонг Кінг Сінг, також розкритикував Дзулкефлі за надмірні емоції та провокування непотрібної паніки через епідемію, яка негативно вплинула на відновлення та розвиток туристичного сектору після пандемії. Прихильники міністра стверджували, що бути міністром не означає знати все, хвалили Дзулкефлі, який провів прес-конференцію, прозоро повідомивши про перебіг епідемії, і захищали Дзулкефлі, який, на їх думку, робив усе правильно. Дзулкефлі також на початку свого другого терміну часто повідомляв про перебіг епідемії. Він також очікував, що кількість випадків хвороби зменшиться в січні 2024 року.

### Віце-президент Партії національної довіри (з 2023 року)
Під час Національного з'їзду Партії національної довіри 24 грудня 2023 року Дзулкефлі було переобрано до центрального комітету партії на термін між 2023 і 2026 роками з найбільшою кількістю голосів у 900 делегатів. Пізніше Дзулкефлі було призначено новим віце-президентом разом із Адлі Захарі та Сіті Марією Махмуд, які були повторно призначені на посаду віце-президента. Дзулкефлі був фаворитом на посаду заступника президента партії на заміну Салахуддіна Аюба, який помер у липні 2023 року. Однак заступиком президента Мохамада Сабу, який був перепризначений на останній термін, став чинний віце-президент Муджахід Юсуф Рава, який був переобраний із четвертим найбільшим числом голосів — 699.

## Судові позови
31 грудня 2021 року Дзулкефлі Ахмад подав позов про наклеп проти колишнього прем'єр-міністра Наджиба Разака після його звинувачень на адресу Дзулкефлі в кумівстві та непотизмі. Дзулкефлі подав позовну заяву до Високого суду Куала-Лумпура, надавши як основні докази допис Наджиба у Facebook від 24 серпня 2020 року разом із статтею в «Sinar Harian» від 28 січня 2019 року.